# San Pedro Tonina
San Pedro Tonina är en ort i Mexiko.   Den ligger i kommunen Ocosingo och delstaten Chiapas, i den sydöstra delen av landet, 800 km öster om huvudstaden Mexico City. San Pedro Tonina ligger 870 meter över havet och antalet invånare är 114.
Terrängen runt San Pedro Tonina är varierad. Runt San Pedro Tonina är det glesbefolkat, med 16 invånare per kvadratkilometer. Närmaste större samhälle är Ocosingo, 4,1 km väster om San Pedro Tonina. Omgivningarna runt San Pedro Tonina är en mosaik av jordbruksmark och naturlig växtlighet.